# جاكي أورميس
جاكي أورميس (بالإنجليزية: Jackie Ormes)‏ (1 أغسطس 1911 – 26 ديسمبر 1985) هي أول رسامة كاريكاتورية أمريكية من أصل أفريقي ومبتكرة سلسلة الرسوم الهزلية تورتشي براون ولوحة باتي جو ان جنجر.

## السيرة الذاتية

### نشأتها ومسيرتها المهنية
وُلدت جاكي أورميس باسم زيلدا مافين جاكسون في 1 أغسطس 1911، في بيتسبرغ بولاية بنسلفانيا، لوالديها ويليام وينفيلد جاكسون وماري براون جاكسون. قُتل والدها ويليام، مالك شركة طباعة وصاحب دار سينما، في حادث سيارة عام 1917. أسفر هذا عن بقاء جاكي البالغة من العمر ستة أعوام وأختها الأكبر دولوريس في رعاية عمتها وعمها لفترة قصيرة من الوقت. لاحقًا، تزوجت والدتها مجددًا وانتقلت الأسرة إلى ضاحية مونونغاهيلا المجاورة.
رسمت أورميس وكتبت طيلة فترة التحاقها بالمدرسة الثانوية. كانت محررة فنون في الكتاب السنوي لمدرسة مونونغاهيلا الثانوية عام 1929-1930 حيث يمكن رؤية أولى جهودها كرسام في الرسوم الكاريكاتورية المفعمة بالحيوية لطلاب ومعلمي مدرستها. خلال هذه الفترة، راسلت محرر بيتسبرغ كورير، وهي صحيفة أسبوعية أفريقية أمريكية كانت تُنشر أيام السبت. رد محرر الصحيفة آنذاك، روبرت فان، عليها. أسفرت هذه المراسلات عن حصولها على أول مهمة كتابة –تغطية مباراة ملاكمة. كانت تغطيتها للمباريات اللاحقة سببًا في تحولها إلى أشد المعجبين بالرياضة.
بدأت أورميس العمل في مجال الصحافة كمصحح تجارب مطبعية في صحيفة بيتسبرغ كورير. عملت أيضًا محررًا وكاتبًا مستقلًا، وكتبت عن اعتداءات الشرطة، وقضايا المحاكم، ومحاور المصالح الإنسانية. بينما حظيت «بمهنة رائعة بالتجوال في أنحاء المدينة والبحث في جميع ما يسمح القانون به والكتابة عنه» كان الرسم هو ما رغبت بالقيام به فعلًا.

### الرسم الكاريكاتوري
كانت أول سلسلة رسوم هزلية ابتكرتها أورميس بعنوان تورتشي براون إن ديكسي تو هارليم، والتي ظهرت لأول مرة في بيتسبرغ كورير بتاريخ 1 مايو 1937. لم يكن عملها واسع الانتشار بالمعنى المعتاد، ولكن نظرًا لامتلاك بيتسبرغ كورير أربعة عشر إصدارًا، كانت سلسلتها مقروءة في العديد من المدن وانتشرت من الساحل إلى الساحل. كانت السلسلة من بطولة تورتشي براون، وهي وصف فكاهي لشابة من المسيسيبي وجدت الشهرة والثروة في الغناء والرقص في نادي القطن. عكست رحلة تورتشي من الميسيسبي إلى مدينة نيويورك رحلة العديد من الأمريكيين الأفارقة الذين جازفوا بالعبور شمالًا أثناء الهجرة الكبرى. بنشر سلسلة تورتشي براون، أصبحت أورميس أول امرأة أمريكية أفريقية تنتج سلسلة رسوم هزلية تُعرض على المستوى الوطني. عُرضت السلسلة حتى 30 أبريل 1938. لم يكن سبب الوقف المفاجئ للسلسلة مؤكدًا، ولكن يُرجح أنه بسبب انتهاء العقد.
انتقلت أورميس إلى شيكاغو في عام 1942، وسرعان ما بدأت كتابة مقالات بين الحين والآخر، وعملت لفترة وجيزة كاتبة عمود اجتماعي في صحيفة ذا شيكاغو ديفيندر، وهي أحد الصحف السوداء الرائدة في البلاد كانت تُنشر أسبوعيًا آنذاك. أثناء الأشهر الأخيرة من الحرب، ظهرت لوحتها الكاريكاتورية، كاندي، والتي روت قصة خادمة جذابة وبارعة، عُرضت اللوحة في الفترة من 24 مارس إلى 21 يوليو 1945.
بحلول أغسطس 1945، عاودت أعمال أورميس الظهور في بيتسبرغ كورير، بصدور باتي جو ان جنجر، وهي رسوم كرتونية من لوحة واحدة استمر عرضها 11 عامًا. روت اللوحة قصة شقيقة كبرى وأخرى صغيرة، مع المتحدث الذي كان طفلًا واعيًا اجتماعيًا وسياسيًا، وامرأة بالغة جميلة ظهرت كشخصية بارزة وأيقونة للموضة. عُرضت السلسلة من 1 سبتمبر 1945 إلى 22 سبتمبر 1956.
بحلول 19 أغسطس 1950، استحدثت بيتسبرغ كورير إضافة جديدة كانت عبارة عن ثمان صفحات ملونة من الرسوم الهزلية، حيث أعادت أورميس ابتكار شخصية تورتشي في سلسلة رسوم هزلية جديدة، تورتشي إن هارت بيتس. كانت تورتشي هذه المرة امرأة جميلة مستقلة تجد المغامرة أثناء بحثها عن الحب الحقيقي. أظهرت أورميس موهبتها في تصميم الأزياء، بالإضافة إلى تخيلها لجسم أنثى سوداء جميلة في سلسلة ثانوية مُرفَقة، تورتشي توغز. يُرجَّح اكتساب السلسلة شهرتها بإصدار النسخة الأخيرة منها في 18 سبتمبر 1954، عندما واجهت تورتشي وصديقها الطبيب العنصرية والتلوث البيئي. استخدمت أورميس تورشي إن هارت بيتس كمنبر أفكار لعدة قضايا كبيرة آنذاك. في مقابلة عام 1985 مع شيكاغو ريدر، صرحت أورميس بأنها «مناهضة للحرب ومعادية لكل ما هو نتن». قدمت تورتشي صورة لامرأة سوداء واثقة وذكية وشجاعة، على النقيض من الصور النمطية المعاصرة التي روجتها وسائل الإعلام آنذاك.